# Erzsébet Kenilworth várában
Az Erzsébet Kenilworth várában (olaszul: Il castello di Kenilworth) Gaetano Donizetti háromfelvonásos operája (opera seria). A szövegkönyvet Andrea Leone Tottola írta Sir Walter Scott The Castle of Kenilworth című regénye alapján, bár egyes adatok szerint felhasználta Victor Hugo Amy Robsart és Eugène Scribe Leicester című műveit is. A művet 1829. június 6-án mutatták be először a nápolyi Teatro di San Carlóban. Magyarországon még nem játszották.

## Szereplők
| Szereplő                              | Hangfekvés   | Az ősbemutató szereposztása |
| ------------------------------------- | ------------ | --------------------------- |
| Erzsébet, Anglia királynője           | szoprán      | Adelaide Tosi               |
| Robert Dudley, Leicester earlje       | tenor        | Giovanni David              |
| Amelia Robsart, titkos szeretője      | szoprán      | Luigia Boccabadati          |
| Warney                                | bariton      | Berardo Winter              |
| Lambourne                             | basszus      | Gennaro Ambrosini           |
| Fanny                                 | mezzoszoprán | Virginia Eden               |
| Lovagok, szolgák, őrök, katonák, nép. |              |                             |

## Cselekménye
- Helyszín: Anglia
- Idő: I. Erzsébet uralkodásának (1558-1603) első évei

### Első felvonás
Erzsébet királynő érkezését várják Kenilworthbe. Noha ez óriási megtiszteltetésnek számít, Leicester earlje mégis szorongással készül az eseményre, mivel a királynő még mindig úgy tudja, hogy szerelmes belé, holott már régen titokban feleségül vette Ameliát. Megbízza Warneyt, hogy Ameliát rejtse el a királynő elől. Warney teljesíti a parancsot, de mivel ő is szerelmes az asszonyba, útközben szerelmet vall neki. Amelia bizalmatlanul áll az események előtt, ugyanis nem nézi jó szemmel, hogy férje titkolózik előtte, de Warney közeledését azonnal elutasítja. Warney bezárja egy szobába Ameliát és Leicester tudomására hozza, hogy felesége biztonságban van. Közben nagy pompával megérkezik a királynő. Dudley azonban nem bír felesége nélkül lenni ezért arra kéri Warneyt, hogy engedje ki a szobából. Ő azonban ellenáll és figyelmezteti urát, hogy bajba keveredhet, ha a királynő tudomást szerez a helyzetről.

### Második felvonás
Leicester nem törődve a veszéllyel, találkozik Ameliával, aki azonban hűvösen fogadja, mert Warney előzőleg urának hűtlenségéről szóló történetekkel traktálta. Nehezen ugyan, de Leicesternek sikerül kibékítenie az asszonyt. Időközben Warney bosszút forral és megbízza Lambourne-t, hogy titokban vigye az asszonyt cumnori várába, ahol majd végez vele. Időközben Ameliának sikerül kinyitnia a szoba ajtaját és a kertbe oson, ahol találkozik az arra sétáló királynővel, aki előtt feltárja kapcsolatát Leicesterrel. A királynő, aki így tudja meg, hogy Leicester már nem szereti, bosszúból magával viszi az asszonyt. Rövidesen megjelenik maga az earl is és kéri a királynőt, adja meg a vadászatra szóló jelt. A királynő válaszul Ameliát vezeti elő. Az általános döbbenetben Warney áll elő és azt hazudja, hogy az asszony az ő felesége. A királynő azonban nem hisz neki és asszonyt magánál tartja.

### Harmadik felvonás
Leicester a királynő elé megy és bevallja Ameliával kötött házasságát. A dühös királynő elkergeti. Belép Warney és a kétségbeesett Ameliát borral kínálja, amibe titokban mérget cseppentett. Amelia társalkodónője, aki észrevette, amikor Warney mérget öntött Amelia borába, berohan és kiveri a kezéből a kelyhet. Belép a királynő, s miután értesült az összeesküvésről elfogatja a tetteseket és hűtlen kedvesének megbocsát, s elengedi Ameliát.